# Puymaurin
Puymaurin is een gemeente in het Franse departement Haute-Garonne (regio Occitanie) en telt 302 inwoners (2008). De plaats maakt deel uit van het arrondissement Saint-Gaudens.

## Geografie
De oppervlakte van Puymaurin bedraagt 22,9 km², de bevolkingsdichtheid is 13,2 inwoners per km².
De onderstaande kaart toont de ligging van Puymaurin met de belangrijkste infrastructuur en aangrenzende gemeenten.

## Demografie
Onderstaande figuur toont het verloop van het inwonertal (bron: INSEE-tellingen).